# Загорица (община Лития)
Вижте пояснителната страница за други значения на Загорица.
Загорица (на словенски: Zagorica) е село в Словения, регион Средна Словения, община Лития. Според Националната статистическа служба на Република Словения през 2015 г. селото има 31 жители.